# Pink LUV
《Pink LUV》(핑크 러브)는 대한민국의 음악그룹 에이핑크의 5번째 미니앨범이다. 원래 2014년 11월 17일에 발매될 예정이었으나, 음반의 디자인 문제로 일주일 뒤인 24일로 연기되었다.
타이틀곡인 〈LUV〉는 공중파 3사 방송국의 음악 방송에서 3주 연속 1위를 달성했다.
그 중 Good Morning Baby와 My Darling은 오프라인 앨범에만 수록되어 있으며, 또한 수록곡 중 하나인 Wanna Be는 에이핑크 멤버이자 리더인 박초롱이 작사하였다.

## 수록곡
| #            | 제목                       | 작사                    | 작곡                      | 편곡           | 재생 시간 |
| ------------ | -------------------------- | ----------------------- | ------------------------- | -------------- | --------- |
| 1.           | 〈LUV〉                    | 신사동호랭이, 범이낭이  | 신사동호랭이, 범이낭이    | 신사동호랭이   | 4:00      |
| 2.           | 〈Wanna Be〉               | 박초롱                  | 손영진, 빅싼초            | 손영진, 빅싼초 | 3:42      |
| 3.           | 〈Secret〉                 | 이원희                  | 이원희                    | 이원희         | 3:58      |
| 4.           | 〈천사가 아냐〉            | KZ, D`DAY               | KZ, 곰돌군                | KZ, 곰돌군     | 3:27      |
| 5.           | 〈동화 같은 사랑〉         | 이단옆차기, 데이비드 킴 | 이용환, 텐조와 타스코     | 텐조와 타스코  | 3:53      |
| 6.           | 〈LUV〉 (Inst.)            |                         | 신사동호랭이, 범이낭이    | 신사동호랭이   | 4:00      |
| 7.           | 〈Good Morning Baby〉      | 이단옆차기              | 이단옆차기, 텐조와 타스코 | 텐조와 타스코  | 3:40      |
| 8.           | 〈My Darling〉 (Apink BnN) | 용감한 형제, 김창겸     | 용감한 형제               | 똘아이박       | 3:05      |
| 총 재생 시간 | 총 재생 시간               | 총 재생 시간            | 총 재생 시간              | 총 재생 시간   | 22:56     |